# هيلتون دنيس
هيلتون دنيس (بالإنجليزية: Hilton Dennis)‏ هو دبلوماسي جنوب أفريقي، ولد في 28 أغسطس 1958.